# STS-104

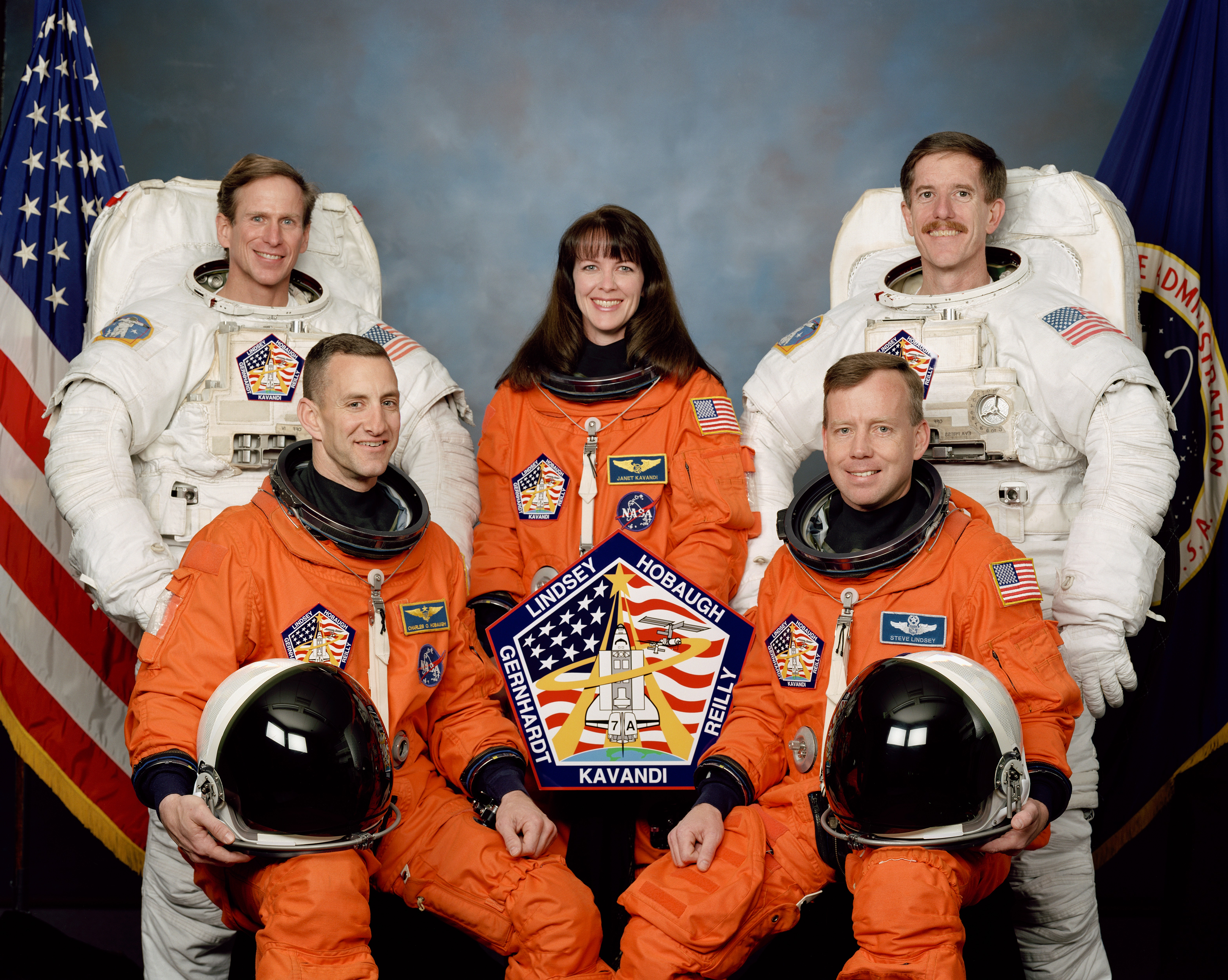
Екіпаж STS-104: Гернхардт, Хобо, Каванді, Ліндсі, Райлі. (ліворуч-праворуч)

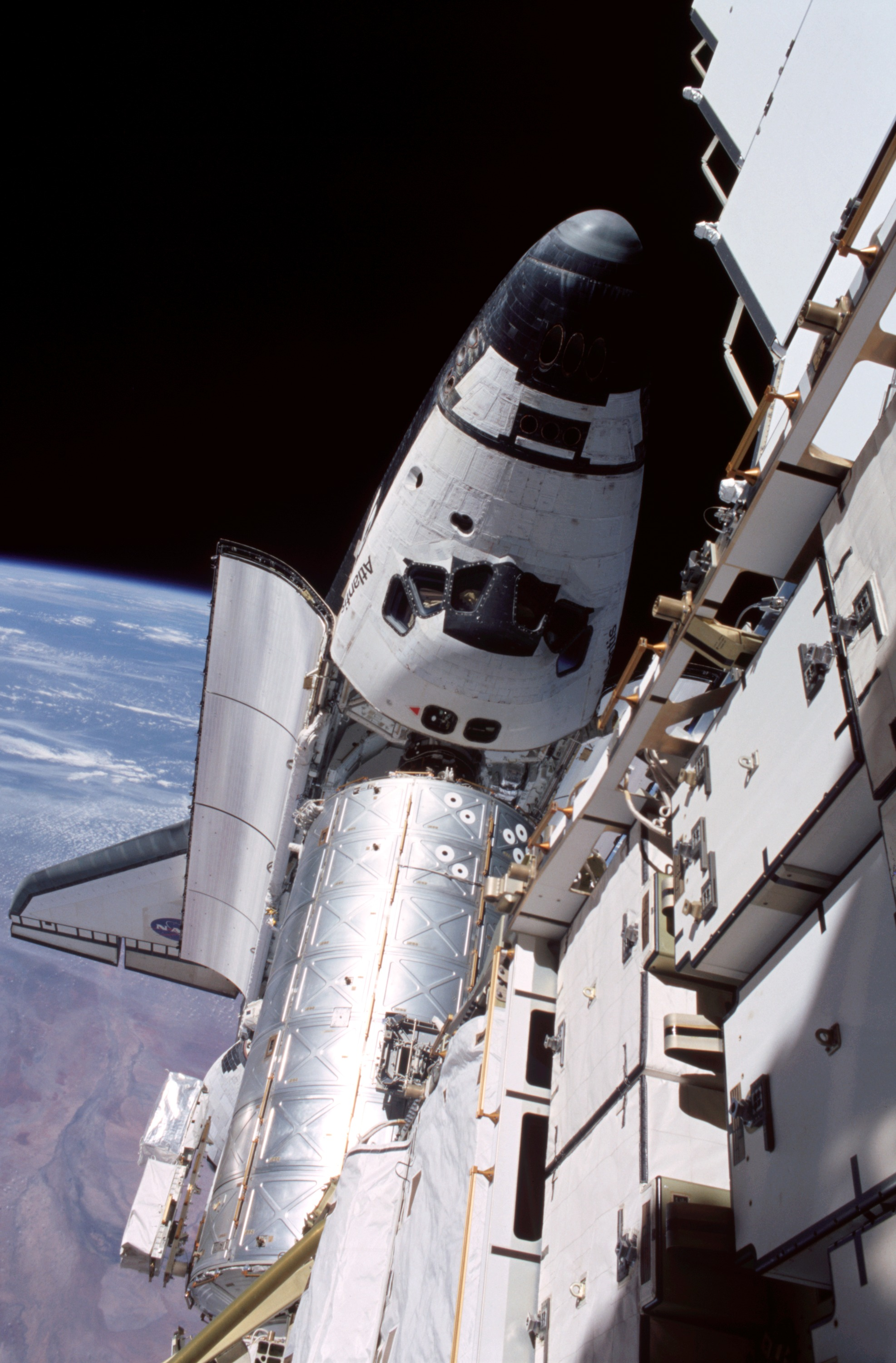
«Атлантіс» Атлантіс зістикувався з «Дестіні» лабораторії на «МКС», взятого з вершини «P6» ферми під час виходу у відкритий космос

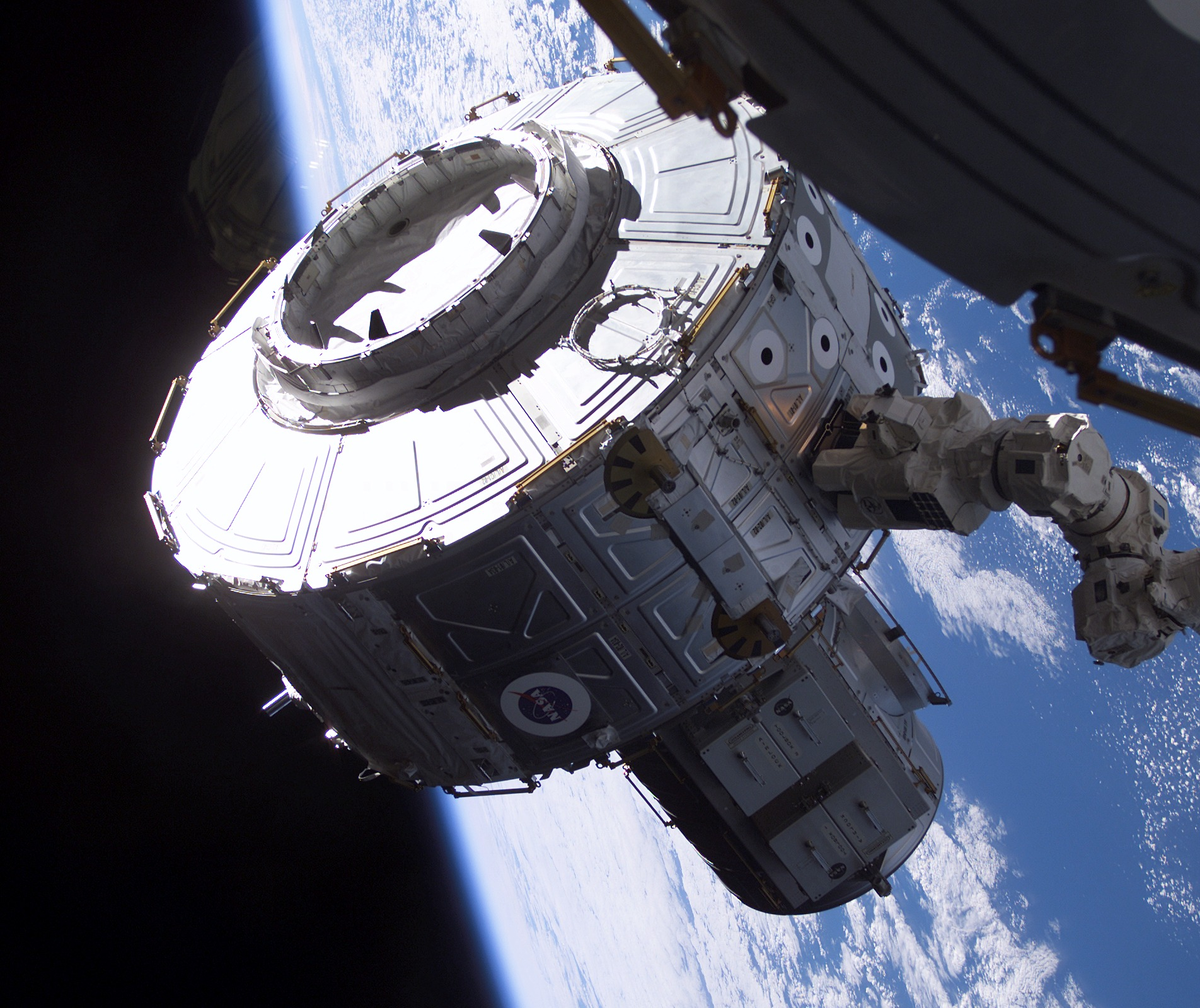
шлюзового модуля «Квест»

 STS-104 — космічний політ БТКК «Атлантіс» за програмою «Космічний човник» (105-й політ програми) і програми розгортання Міжнародної космічної станції (номер польоту — 7А). Основним завданням польоту була доставка на станцію (10-й політ шатла до МКС) шлюзового модуля «Квест» і різних вантажів (витратны матеріали, запас води, наукове обладнання). Під час польоту було здійснено три виходу у відкритий космос (загальною тривалістю 16 годин і 30 хвилин).

## Екіпаж
STS-104 Екіпаж складався з 5 астронавтів НАСА  :
- (НАСА) Стівен Ліндсі (3)[4] — командир;
- (НАСА) Чарлз Хобо (1) — пілот;
- (НАСА) Майкл Гернхардт (4) — фахівець польоту−1;
- (НАСА) Джанет Каванді (3) — фахівець польоту−2 бортінженер;
- (НАСА) Джеймс Райлі (2) — фахівець польоту−3.

## Параметри польоту
- Маса апарата

При старті - 117129 кг;
При посадці — 94009 кг;
- Вантажопідйомність — 8241 кг;
- Нахил орбіти — 51,6 °;
- Період обертання — 92,2 хв;
- Перигей — 372 км;
- Апогей — 390 км.

## Шлюзовий модуль
«STS-104» доставив на МКС спільний шлюзовий відсік «Квест», призначений для забезпечення позакорабельної діяльності (ПКД) екіпажів МКС і пілотованих кораблів (під час їхнього перебування у складі станції) як в інтересах американського, так і російського сегментів. З цією метою «Квест» спеціально розроблений для використання двох типів скафандрів: російського виробництва «Орлан» і американського виробництва EMU ‘‘‘(англ. Extravehicular Mobility Unit).
Камера «Квест» має довжину 5491 мм (з пелюстками пристикувального CBM — 5636 мм) мм максимальний діаметр 4445 (з протиметеоритним захистом, але без балонів високого тиску) масу — 6, 064 кг, і складається з двох відсіків:
- Відсік екіпажу  (рос. Екіпаж Блок, C / L), звідки здійснюються виходи у відкритий космос;
- Відсік обладнання  (рос. Обладнання Блок, Е / л), де зберігаються використовуване для ВКД обладнання, скафандри і системи, що забезпечують їх обслуговування до і після виходів (перезарядження батарей, поновлення запасу повітря для дихання і води системи охолодження)[5].

У камері одночасно можуть зберігатися шість скафандрів (2 Ему у відсіку екіпажу, два «Орлан-М» і два укорочених ‘‘‘' EMU (без нижньої частини) у відсіку обладнання).
15 липня 2001-го шлюзова камера «Квест» була встановлена на правий стикувальний порт модуля «Юніті».

## Виходи в космос
Під час польоту STS-104 було здійснено три виходи у відкритий космос. Всі три здійснені астронавтами Майклом Гернхардтом  і Джеймсом Райлі .
- 15 липня з 3:10 до 9:09 (UTC) тривалість 5:00 59 хвилин. Перенесення (за допомогою маніпулятора Канадарм2) і установка шлюзової камери «Квест» на стикувальний вузол модуля «Юніті».
- 18 липня з 3:04 (старт планувався на 2:09, але через збій комп'ютерної системи на американському сегменті (відмова жорсткого диска основного керуючого комп'ютера C & C № 3) о 22:45 17 липня, був початий пізніше до 9:33 (UTC) тривалість 6:00 29 хвилин. Установка на шлюзову камеру трьох газових балонів.
- 21 липня з 4:35 до 8:37 (UTC) тривалість 4:00 2 хвилини. Установка останнього (четвертого) балона, перевірка.